# Championnat d'Antigua-et-Barbuda de football 2016-2017
Navigation
Saison précédente Saison suivante
La saison 2016-2017 du Championnat d'Antigua-et-Barbuda de football est la quarante-sixième édition de la Premier Division, le championnat de première division à Antigua-et-Barbuda. Les dix formations de l'élite sont regroupées au sein d'une poule unique où elles s'affrontent deux fois, à domicile et à l'extérieur. En fin de saison, les deux derniers du classement sont relégués et remplacés par les deux meilleures formations de First Division tandis que le 8e dispute un barrage de promotion-relégation.
Champion lors de la saison 2014-15, le Parham FC réédite cette performance et s'octroie la compétition, avec sept points d'avance sur le Hoppers FC, tenant du titre. Il s’agit du sixième titre de champion d'Antigua-et-Barbuda de l'histoire du club.

## Les clubs participants
- Bullets FC
- Empire FC
- Jennings Grenades FC
- Glanvilles FC (promu)
- Hoppers FC (tenant)
- Liberta FC (promu)
- Old Road FC
- Parham FC
- SAP FC
- Tryum FC (promu)

## Compétition
Le barème de points servant à établir le classement se décompose ainsi :
- Victoire : 3 points
- Match nul : 1 point
- Défaite : 0 point

### Classement
| Rang | Équipe               | Pts | J  | G  | N | P  | Bp | Bc | Diff |
| ---- | -------------------- | --- | -- | -- | - | -- | -- | -- | ---- |
| 1    | Parham FC            | 44  | 18 | 14 | 2 | 2  | 45 | 15 | +30  |
| 2    | Hoppers FCT          | 37  | 18 | 11 | 4 | 3  | 41 | 16 | +25  |
| 3    | Jennings Grenades FC | 36  | 18 | 10 | 6 | 2  | 33 | 19 | +14  |
| 4    | Old Road FC          | 32  | 18 | 9  | 5 | 4  | 40 | 27 | +13  |
| 5    | Empire FC            | 23  | 18 | 6  | 5 | 7  | 31 | 29 | +2   |
| 6    | Bullets FC           | 23  | 18 | 7  | 2 | 9  | 22 | 27 | -5   |
| 7    | Tryum FCP            | 19  | 18 | 5  | 4 | 9  | 23 | 35 | -12  |
| 8    | SAP FC               | 18  | 18 | 5  | 3 | 10 | 24 | 33 | -9   |
| 9    | Liberta FCP          | 12  | 18 | 4  | 0 | 14 | 15 | 46 | -31  |
| 10   | Glanvilles FCP       | 9   | 18 | 2  | 3 | 13 | 18 | 45 | -27  |

|  | Champion d'Antigua-et-Barbuda 2016-2017          |
|  | Participation au barrage de promotion-relégation |
|  | Relégation directe en First Division             |
|  | T : Tenant du titre P : Promu de First Division  |

### Matchs

#### Barrage de promotion-relégation
Le 8e de Premier Division, SAP FC, retrouve les 3e et 4e de First Division, All Saints United et Aston Villa respectivement, en poule de promotion-relégation. Les trois équipes s'affrontent une fois, seule la meilleure d'entre elles est promue ou se maintient parmi l'élite.
| Rang | Équipe                 | Pts | J | G | N | P | Bp | Bc | Diff |  | Résultats (▼ dom., ► ext.) | SAP | ASU | AsV |
| ---- | ---------------------- | --- | - | - | - | - | -- | -- | ---- |  | -------------------------- | --- | --- | --- |
| 1    | SAP FC                 | 4   | 2 | 1 | 1 | 0 | 4  | 2  | +2   |  | SAP FC                     |     | 2-2 |     |
| 2    | All Saints United (D2) | 2   | 2 | 0 | 2 | 0 | 3  | 3  | 0    |  | All Saints United (D2)     |     |     | 1-1 |
| 3    | Aston Villa (D2)       | 1   | 2 | 0 | 1 | 1 | 1  | 3  | -2   |  | Aston Villa (D2)           | 0-2 |     |     |

- SAP FC conserve sa place au sein de l'élite.

## Bilan de la saison
| Championnat d'Antigua-et-Barbuda de football 2016-2017 |                      |
| Champion                                               | Parham FC (6e titre) |
| Coupes et trophées                                     |                      |
| Vainqueur de la Coupe d'Antigua-et-Barbuda 2016-2017   | Non disputée         |
| Promotions et relégations                              |                      |
| Promus en Premier Division                             | Swetes FC            |
| Promus en Premier Division                             | Five Islands FC      |
| Relégués en First Division                             | Liberta FC           |
| Relégués en First Division                             | Glanvilles FC        |